# Ophryotrocha labronica
Ophryotrocha labronica är en ringmaskart som beskrevs av Bacci och Scott LaGreca 1961. Ophryotrocha labronica ingår i släktet Ophryotrocha och familjen Dorvilleidae. Inga underarter finns listade i Catalogue of Life.